# Уэстерн Нью-Йорк Флэш
«Уэстерн Нью-Йорк Флэш» (англ. Western New York Flash, в 2008—2010 годах «Баффало Флэш», Buffalo Flash) — американский женский футбольный клуб, существовавший с 2008 по 2017 год и представлявший города Буффало и Рочестер. Победитель чемпионатов W-League (2010), лиги Women’s Professional Soccer (2011) и Национальной женской футбольной лиги (2016). В 2017 году прекратил существование в связи с переездом франшизы в Северную Каролину.

## История
Клуб создан в августе 2008 года в рамках расширения женской полупрофессиональной W-League под названием «Баффало Флэш». Финансирование нового клуба осуществляла фирма по производству пищевых упаковок Sahlen’s. В марте 2009 года главным тренером команды был назначен бывший полузащитник сборной Новой Зеландии и клуба «Рочестер Райнос» Ааран Лайнз. В этом же году, в свой первый сезон в лиге, «Флэш» сумели пробиться в плей-офф. За сезон команда выиграла 10 матчей при 3 ничьих и 3 поражениях и выбыла из борьбы за звание в полуфинале конференции, уступив со счётом 3:0 «Индиане».
В свой второй сезон в W-League команда не потерпела ни одного поражения, одержав 14 побед при 2 ничьих, в том числе в финальном матче обыграв соперниц из Ванкувера со счётом 3:1. По итогам сезона Ааран Лайнз был признан лучшим тренером лиги, канадка Келли Паркер — её самым ценным игроком, а Вероника Бокете — самым ценным игроком финала.

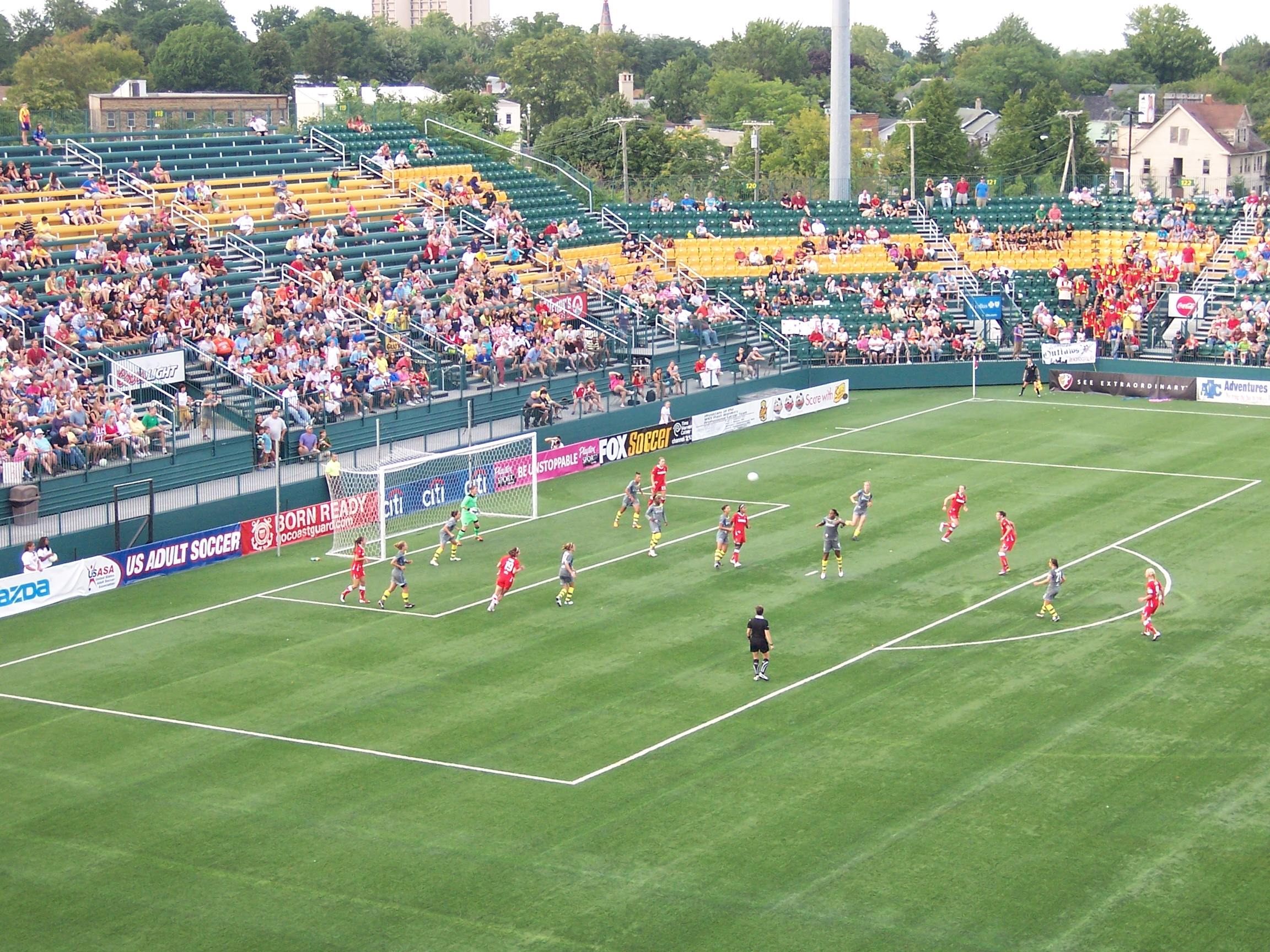
Финал чемпионата (WPS) 2011 года. Игроки «Флэш» в красной форме.

В сентябре 2010 года клуб был переименован в «Уэстерн Нью-Йорк Флэш» и официально присоединился к женской лиге Women’s Professional Soccer (WPS). Домашнее поле было перемещено из Буффало в Рочестере и в честь спонсора команды получило название «Саленс Стэдиум» (штаб-квартира команды располагалась при этом в небольшом городе Элма). В рамках драфта расширения лиги «Флэш» выбрали Кейли Фонтейн и Беверли Гёбель, а затем в первом круге основного драфта лиги, где получили право на первый пик, — нападающую сборной США Алекс Морган. Позже клуб также подписал контракты с самым ценным игроком и лучшим бомбардиром сезона 2010 года — бразильянкой Мартой — и канадкой Кристин Синклер. За регулярный сезон команда одержала 13 побед при 3 ничьих и 2 поражениях и заняла первое место в таблице, получив право принимать матч за чемпионское звание. В этой игре в присутствии более чем 10 тысяч болельщиков «Флэш» взяли верх над командой «Филадельфия Индепенденс» в серии пенальти. Таким образом, команда завоевала два титула подряд в двух разных лигах. Получившая «Золотую бутсу» Марта и Кристин Синклер забили за сезон по 10 голов (Синклер также сделала 8 результативных передач), при этом клуб пропустил только 18 мячей — меньше всех в лиге, и его голкипер Эшлин Харрис, пропускавшая в среднем лишь 0,67 гола за игру, была признана лучшим вратарём WPS.
В январе 2012 года стало известно, что из-за судебного процесса против одного из бывших владельцев клубов очередной сезон WPS отменяется. Вместо этого ряд команд лиги приняли участие в розыгрыше турнира WPSL Elite Championship. В этом турнире «Флэш» одержали 9 побед при 3 поражениях и 2 ничьих, заняв второе место в таблице регулярного сезона. В финальном матче против «Чикаго Ред Старз» команда из Рочестера пропустила мяч на 40-й минуте, но сумела отыграться в последнюю минуту добавочного времени после гола Тони Прессли и, как и за год до этого, победила в серии пенальти (4:2).
С созданием в конце 2012 года новой профессиональной Национальной женской футбольной лиги (NWSL) «Уэстерн Нью-Йорк Флэш» стал одним из восьми клубов, выбранных для участия в её первом сезоне. В 2013 году команду по-прежнему тренировал Лайнз, а её основной звездой была нападающая сборной США Эбби Уомбак. В регулярном сезоне «Флэш» выиграли 10 встреч при 8 ничьих и 4 поражениях, при этом дома проиграли только 1 игру — первую, 27 апреля. Окончив регулярный чемпионат серией из 11 беспроигрышных матчей, клуб в последний день турнира обеспечил себе первое место в турнирной таблице. Всего в играх регулярного первенства футболистки из Рочестера забили 36 голов, пропустив 20 — оба результата лучшие в лиге; Уомбак отметилась 11 забитыми мячами и 8 результативными передачами. В плей-офф команда дошла до финала, где уступила на своём поле со счётом 0:2 «Портленд Торнс».
По ходу сезона 2014 года «Флэш» разгромили «Торнс» в гостях со счётом 5:0, установив новый рекорд лиги по разнице голов, но закончили год на седьмом месте в таблице, не попав в плей-офф. На следующий год «Уэстерн Нью-Йорк» выставили самую молодую в лиге команду и с 6 победами при 9 поражениях снова не пробились в плей-офф, но в драфте получили возможность выбрать четырёх игроков в первом раунде (под общими 3-м, 4-м, 6-м и 7-м номерами). В 2016 году «Флэш» под руководством Пола Райли одержали 9 побед при 6 поражениях и 5 ничьих — четвёртый результат в регулярном сезоне, при этом забив больше мячей, чем любая другая команда (40, из них 11 на счету Линн Уильямс). Клуб успешно прошёл плей-офф, завоевав чемпионское звание после победы в финале над «Вашингтон Спирит». Однако после этого франшиза была продана в Кэри (Северная Каролина) и переименована в «Норт Каролина Кураж». Вместе с клубом перебазировались в Кэри и игроки его основного состава. Это стало первым случаем в истории NWSL, когда франшиза переезжала из одного города в другой. Причиной перепродажи франшизы стала низкая посещаемость: в среднем на игры «Флэш» в Рочестере собирались менее чем по 4 тысячи болельщиков, что было лишь пятым результатом в лиге из 10 клубов.
Несмотря на переезд профессиональной команды, историческое название «Уэстерн Нью-Йорк Флэш» сохранилось за действующей в Элме футбольной школой. Команда, составленная из учениц этой школы и возглавляемая бывшим помощником Райли Гэри Брюсом, под названием «Уэстерн Нью-Йорк Флэш» приняла в 2017 году участие в чемпионате полупрофессиональной лиги United Women's Soccer.